# ميرزا قديم إيرافاني
ميرزا قديم إيرافاني - الفنان والنقاش الأذربيجاني في القرن التاسع عشر.(1875-1825)

## حياته
ولد ميرزا قديم إيرافاني في مدينة إيرافان للأذربيجان القديمة إيرافان في عام 1825.
كان والده محمد حسين أستازا بارعا لفن نحت على الخشب.
بعد التعليم الابتدائي، تخرج من مدرسة تعليمية في إيرافان، بعد هذا ذهب إلى تبليسي وتخرج فيها من مدرسة ثانوية.
عام 1840, رجع ميرزا قديم إيرافاني إلى إيرافان وعمل تلخرافيجي البريد وعاش هناك حتى نهاية حياته.
كان نشاطه ميرزا قديم بداية الانتقال من الأسلوب الزخرفي التقليدي إلى الفن الواقعي الجديد الجودة في الفنون التعني لأذربيجان.
بدأ ميرزا قديم لدهن من سن مبكرة.

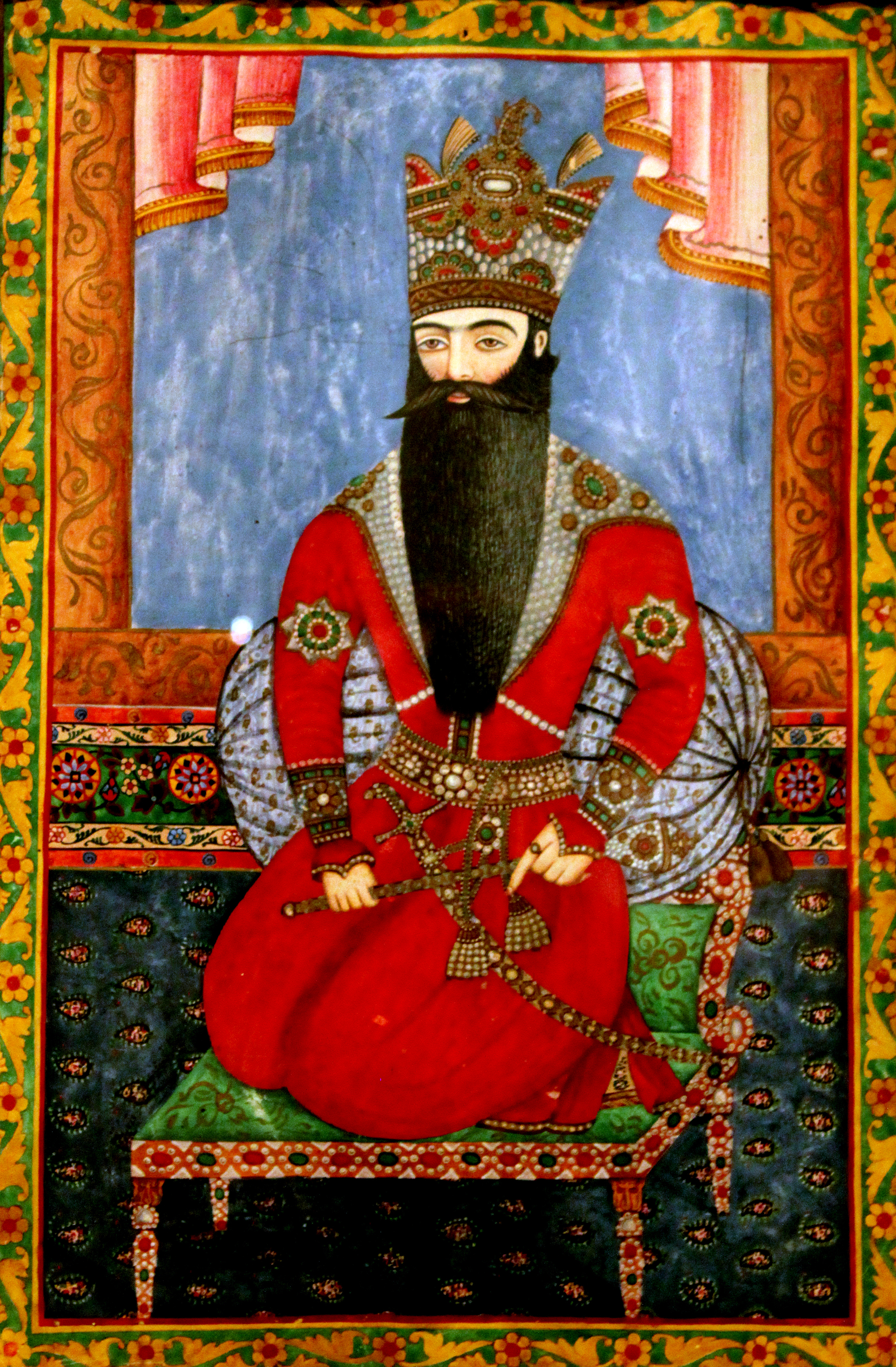
صورة فتالي شاه.متحف الفن الوطني في أذربيجان, باكو

وفقا لأساطير العائلة، «صورة امرأة على المرآة» الذي كتبه في مرحلة المراهقة أصبح عمله الأول بدهان.
أصبح فنانًا معروفًا، وشارك في أعمال إعادة النظام البائد الجداريات في قصر سردار في إيرافان. وحدث هذا في بداية في خمسينات لقرن التاسع عشر. وأعاد ميرزا قديم الغرفة المرآة في هذا القصر.

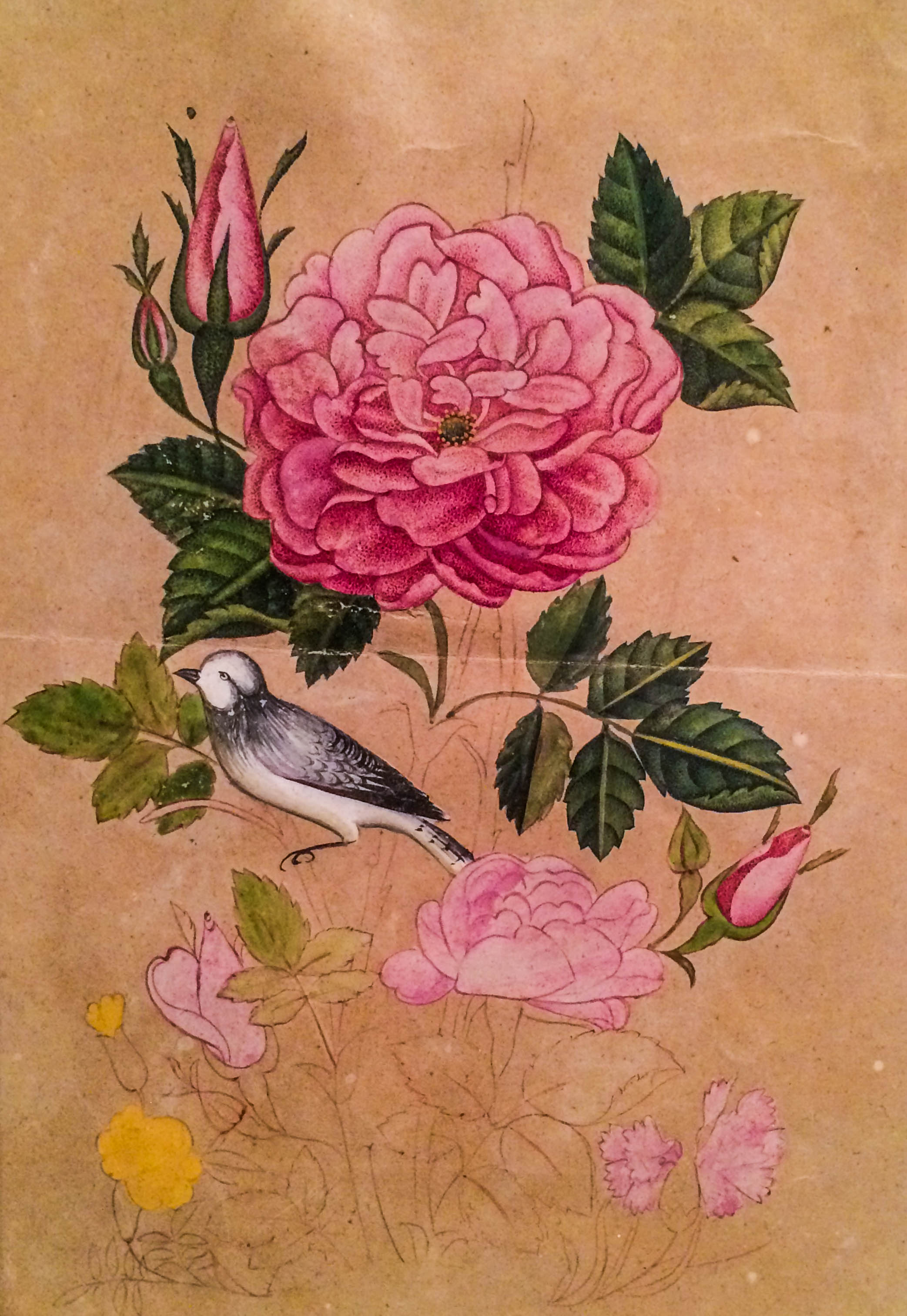
ظهر على يد ميرزا قديم إيرافاني.فترته الأولى

فهو جيد اللغات الروسية، الفرنسية، الفارسية، وكان شخصًا متعلمًا في وقته، كما أحب الموسيقى، وكان لديه المكتبة تكون من أعمال لمؤلفين روسيين وأوروبيين غربيين وشرقيين.
توفي ميرزا قديم إيرافاني عام 1875. دفن بإرافان، لكن مقبره لن يختفى حتى يومنا.

## إبداعه
كقاعدة، وقع إيرافاني تقريبا كل أعماله بالأذربيجانية أو الروسية، في إشارة إلى نفسه باسم «ميرزا قديم» إيرافاني، أو ببساطة «قديم بيك».
خلق أربعة صور من جانبه، بتصور شخصيات تاريخية حقيقية: فتالي شاح، عباس ميرزا، ماح تلات هنيم ووجولاح ميرزا.
ينقسم إبداعه إيرافاني إلى 3 فتلرات:
- الفترة الأولى - سنوات المراهقة للفنان.
- الفترة الثانية - أعماله في قصر سردار في إيرافان (خمسينات القرن التاسع عشر)
- الفترة الثالث - فترة الإبداع الناضج (الستينات وسبعينات القرن التاسع عشر)

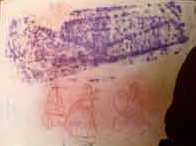
إستنسل على يد ميرزا قديم إيرافاني. فترته الأولى

### سنوات المراهقة للفنان
في الفترة المبكرة من عمله، قام إيرافاني بعدة رسومات واستنسلات للوحات الجدارية، للتطريز بخيوط من الحرير والذهب، بالإضافة الصورة بتصوير بستاني.
رسمت اللوحة الأولى من قبل الرسام على المرآة.
في الفترة المبكرة من نشاطه الفني، تعامل إيرافاني كفنان مطبق بشكل رئيسي.

### أعماله في قصر سردار
إلتقى مرحلة التحسن لإبداع ميرزا قديم إيراواني بتلك السنوات.
استدعي ميرزا قديم إلى القصر لاستعادة اللوحات الجدارية لقصر حسينقولو خان. دمرت قصر سردار في وقت لاحق، وتم إخراج اثنين فقط من اللوحات (فتالي شاه وعباس ميرزا) من الجدار واقتيد إلى تبليسي وتم الاحتفاظ بهما حالياً في المتحف الحكومي الجورجي للفنون.